# The Spoilers (film, 1914)
Pour les articles homonymes, voir The Spoilers.
Pour plus de détails, voir Fiche technique et Distribution.
The Spoilers est un film muet américain réalisé par Colin Campbell et sorti en 1914.

## Fiche technique
- Réalisation : Colin Campbell
- Scénario : Lanier Bartlett, d'après le roman de Rex Beach
- Chef-opérateur : Harry W. Gerstad, Alvin Wyckoff
- Direction artistique : Edward M. Langley
- Assistant-réalisateur : Alfred E. Green
- Production : William Nicholas Selig
- Durée : 110 min
- Date de sortie : 
  - États-Unis : 11 avril 1914

## Distribution
- William Farnum : Roy Glenister
- Kathlyn Williams : Cherry Malotte
- Tom Santschi : Alex McNamara
- Bessie Eyton : Helen Chester
- Frank Clark : Dextry
- Jack McDonald : Slap Jack
- Wheeler Oakman : The Broncho Kid
- Norval MacGregor : le juge Stillman
- William Ryno : Struve
- Marshall Farnum
- Jules White